# Sturmgeschütz-Brigade 300
De Sturmgeschütz-Abteilung 300 / Sturmgeschütz-Brigade 300 / Heeres-Sturmgeschütz-Brigade 300 / Heeres-Sturmartillerie-Brigade 300 was tijdens de Tweede Wereldoorlog een Duitse Sturmgeschütz-eenheid van de Wehrmacht ter grootte van een afdeling, uitgerust met gemechaniseerd geschut. Deze eenheid was een zogenaamde Heerestruppe, d.w.z. niet direct toegewezen aan een divisie, maar ressorterend onder een hoger commando, zoals een legerkorps of leger.
Deze Sturmgeschütz-eenheid kwam in actie in de zuidelijke en centrale sector van het oostfront gedurende zijn hele bestaan en eindigde de oorlog in Sudetenland.

## Krijgsgeschiedenis

### Sturmgeschütz-Abteilung 300
Sturmgeschütz-Abteilung 300 werd opgericht in Neiße op 1 oktober 1943. De Abteilung voerde ook wel de titel Sturmgeschütz-Abteilung 300 "Feld", om zich te onderscheiden van de Sturmgeschütz-Ersatz-Abteilung 300. Zo’n 15 dagen na activering werd het personeel verplaatst naar Tours onder “Aufstellungsstab West”, daarheen kwamen ook de voertuigen vanuit Burg. Op 25 december 1943 werd de Abteilung in Tours op de trein geladen en naar het Oostfront verplaatst, arriveerde eind van die maand bij Vitebsk en werd daar kort ingezet. Na slechts vier dagen werd de Abteilung al weer op de trein gezet, nu naar het gebied rond Kiev, waar vanaf 11 januari de Abteilung in actie kwam.
Op 14 februari 1944 werd de Abteilung omgedoopt in Sturmgeschütz-Brigade 300.

### Sturmgeschütz-Brigade 300
De omdoping in Sturmgeschütz-Brigade betekende echter geen organisatorische verandering, de samenstelling bleef gelijk. Van 4 maart tot 10 april 1944 kwam de brigade in actie bij Vinnytsja en tijdens de terugtocht via Jampol (aan de Dnjestr)  en Tsjernivtsi (aan de Proet). Vanaf eind april 1944 was het front tot rust gekomen en de brigade lag oostelijk van Stanislau, en later noordoostelijk hiervan, bij Podhajce.
Op 10 juni 1944 werd de brigade omgedoopt in Heeres-Sturmgeschütz-Brigade 300.

### Heeres-Sturmgeschütz-Brigade 300
Toen in juli het Sovjet Lviv–Sandomierz Offensief begon moest de brigade ook mee terug. Begin september was het front weer tot rust gekomen en de brigade lag tussen Tarnów en de Weichsel. Na een paar maanden relatieve rust, en nu net ten noorden van de Weichsel, werd de brigade in januari 1945 door het Sovjet winteroffensief terzijde geschoven en tot de terugtocht gedwongen. Begin februari opereerde de brigade in de omgeving van Neiße. Op 19 februari 1945 werd de brigade versterkt door de Kampfgruppe “Gruber” (resten van Sturmgeschütz-Ersatz-Abteilung 200) en nam deze commandant ook aan.
Na toevoeging van een Begleit-Grenadier-Batterie werd de brigade op 27 maart 1945 omgedoopt in Heeres-Sturmartillerie-Brigade 300.

### Heeres-Sturmartillerie-Brigade 300
Verder trok de brigade via o.a. Saarau en Seichau terug naar de Elbe en stak die over bij Dresden en Pirna.

### Einde
De Heeres-Sturmartillerie-Brigade 300 capituleerde begin mei 1945 in Sudetenland. Elementen capituleerden bij Karlsbad en grotere delen bij Cheb.

## Samenstelling
- Staf
- 1e Batterij
- 2e Batterij
- 3e Batterij
- Begleit-Grenadier-Batterie, ofwel een compagnie begeleidingssoldaten, vanaf 27 maart 1945

## Commandanten
| Rang  | Naam           | Begin            | Eind             |
| ----- | -------------- | ---------------- | ---------------- |
| Major | Herbert Martin | 1 oktober 1943   | 19 februari 1945 |
| Major | Rupert Gruber  | 19 februari 1945 | 15 maart 1945    |
| Major | Heinz Baurmann | 28 maart 1945    | april 1945       |
| Major | Herbert Martin | 27 april 1945    |                  |

Hauptmann Baurmann was voor de zevende keer gewond geraakt en zijn rechterdijbeen moest geamputeerd worden.